# Mimosa longepedunculata
Mimosa longepedunculata är en ärtväxtart som beskrevs av Paul Hermann Wilhelm Taubert. Mimosa longepedunculata ingår i släktet mimosor, och familjen ärtväxter. Inga underarter finns listade i Catalogue of Life.